# Running Man Việt Nam (mùa 2)
Mùa thứ 2 của chương trình Running Man Vietnam có tên gọi đầy đủ là Running Man Vietnam - Chơi là chạy. Chương trình do Đài Truyền hình Thành phố Hồ Chí Minh và SBS cùng với công ty Đông Tây Promotion phối hợp thực hiện, được phát sóng trên kênh HTV7 và ứng dụng VieON từ ngày 19 tháng 9 năm 2021 với các thành viên chính là Trường Giang, Liên Bỉnh Phát, Ngô Kiến Huy, Ninh Dương Lan Ngọc, Trương Thế Vinh, Jun Phạm và Thúy Ngân, Karik và Jack.

## Danh sách các tập
| Cuộc đua | Tập | Ngày phát sóng         | Chủ đề                                                                                        | Khách mời                   | Địa điểm | Đội | Đội | Nhiệm vụ | Kết quả | Chú thích                                                                                                  |
| -------- | --- | ---------------------- | --------------------------------------------------------------------------------------------- | --------------------------- | --- | --- | --- | --- | --- | --- |
| 1        | 1   | 19 tháng 9 năm 2021    | Giải cứu thành viên mới                                                                       | Không khách mời             | Trung tâm Hội nghị White Palace (Thành phố Thủ Đức, Thành phố Hồ Chí Minh) (mở đầu, vòng 1) Trường Quốc tế Học Viện Anh Quốc (UK Academy) (Quận Bình Thạnh, Thành phố Hồ Chí Minh) (vòng 2) | Không chia đội | Không chia đội | Giải cứu các thành viên mới & Đánh bại các thành viên khác Vòng 1: Giải cứu thành viên mới - Giải cứu Trường Giang - Giải cứu Jack - Giải cứu Thúy Ngân Vòng 2: Cuộc đua xé bảng tên | Liên Bỉnh Phát thắng Liên Bỉnh Phát giành được 8 chiếc điện thoại Vivo X70 Pro | [ 1 ] |
| 2        | 2   | 26 tháng 9 năm 2021    | Đại hội thể thao ''Chơi là chạy'' lần thứ nhất                                                | Đức Phúc Cris Phan          | Trường Đại học Thể dục thể thao Thành phố Hồ Chí Minh (Thành phố Thủ Đức, Thành phố Hồ Chí Minh) (mở đầu) Nhà Văn hóa Sinh viên Thành phố Hồ Chí Minh (Thành phố Dĩ An, Bình Dương) (vòng 1–4) | Dẫn chương trình (Cris Phan) | Dẫn chương trình (Cris Phan) | Đánh bại các đội khác Vòng 1: Bowling - San bằng tất cả Vòng 2: Đu xà bắn cung Vòng 3: Bóng đá linh hoạt Vòng 4: Xé bảng tên tiếp sức | Đội Trắng thắng Mỗi thành viên đội Trắng nhận được huy chương Vàng chung cuộc | [ 2 ] |
| 2        | 2   | 26 tháng 9 năm 2021    | Đại hội thể thao ''Chơi là chạy'' lần thứ nhất                                                | Đức Phúc Cris Phan          | Trường Đại học Thể dục thể thao Thành phố Hồ Chí Minh (Thành phố Thủ Đức, Thành phố Hồ Chí Minh) (mở đầu) Nhà Văn hóa Sinh viên Thành phố Hồ Chí Minh (Thành phố Dĩ An, Bình Dương) (vòng 1–4) | Đội Xanh (Jun Phạm, Trường Giang, Đức Phúc) Đội Trắng (Lan Ngọc, Ngô Kiến Huy, Trương Thế Vinh) Đội Hồng (Liên Bỉnh Phát, Jack, Thúy Ngân) | | Đánh bại các đội khác Vòng 1: Bowling - San bằng tất cả Vòng 2: Đu xà bắn cung Vòng 3: Bóng đá linh hoạt Vòng 4: Xé bảng tên tiếp sức | Đội Trắng thắng Mỗi thành viên đội Trắng nhận được huy chương Vàng chung cuộc | [ 2 ] |
| 2        | 3   | 3 tháng 10 năm 2021    | Đại hội thể thao ''Chơi là chạy'' lần thứ nhất                                                | Đức Phúc Cris Phan          | Trường Đại học Thể dục thể thao Thành phố Hồ Chí Minh (Thành phố Thủ Đức, Thành phố Hồ Chí Minh) (mở đầu) Nhà Văn hóa Sinh viên Thành phố Hồ Chí Minh (Thành phố Dĩ An, Bình Dương) (vòng 1–4) | [ 3 ] | | Đánh bại các đội khác Vòng 1: Bowling - San bằng tất cả Vòng 2: Đu xà bắn cung Vòng 3: Bóng đá linh hoạt Vòng 4: Xé bảng tên tiếp sức | Đội Trắng thắng Mỗi thành viên đội Trắng nhận được huy chương Vàng chung cuộc | |
| 3        | 3   | 3 tháng 10 năm 2021    | Cuộc đua nữ thần giáng thế                                                                    | Min Karik                   | Trường Quốc Tế Mỹ Việt Nam (AISVN) (Huyện Nhà Bè, Thành phố Hồ Chí Minh) | [ 3 ] | Vòng 1–2: Câu lạc bộ Âm nhạc (Lan Ngọc, Liên Bỉnh Phát, Jun Phạm) Câu lạc bộ Thể thao (Thúy Ngân, Trương Thế Vinh, Ngô Kiến Huy) Câu lạc bộ Nhảy (Min, Trường Giang, Jack) | Vòng 1–2: Câu lạc bộ Âm nhạc (Lan Ngọc, Liên Bỉnh Phát, Jun Phạm) Câu lạc bộ Thể thao (Thúy Ngân, Trương Thế Vinh, Ngô Kiến Huy) Câu lạc bộ Nhảy (Min, Trường Giang, Jack) | Tìm và tiêu diệt gián điệp Vòng 1: Dẫn lối nữ thần - R1: Ném tạ bằng giấy - R2: Bóng bàn lắc hông - R3: Giờ ăn vặt - Mlem mlem - R4: Phòng học xoay xoay Vòng 2: Bay lên nữ thần Vòng 3: Truy tìm gián điệp | Karik thắng Karik nhận huy hiệu vàng Running Man và chính thức trở thành thành viên thứ 9 của chương trình |
| 3        | 4   | 10 tháng 10 năm 2021   | Cuộc đua nữ thần giáng thế                                                                    | Min Karik                   | Trường Quốc Tế Mỹ Việt Nam (AISVN) (Huyện Nhà Bè, Thành phố Hồ Chí Minh) | Vòng 3: Gián điệp (Karik) Đội Nhiệm vụ (Lan Ngọc, Liên Bỉnh Phát, Jun Phạm, Thúy Ngân, Trương Thế Vinh, Ngô Kiến Huy, Min, Trường Giang, Jack) | Vòng 3: Gián điệp (Karik) Đội Nhiệm vụ (Lan Ngọc, Liên Bỉnh Phát, Jun Phạm, Thúy Ngân, Trương Thế Vinh, Ngô Kiến Huy, Min, Trường Giang, Jack) | [ 4 ] | Tìm và tiêu diệt gián điệp Vòng 1: Dẫn lối nữ thần - R1: Ném tạ bằng giấy - R2: Bóng bàn lắc hông - R3: Giờ ăn vặt - Mlem mlem - R4: Phòng học xoay xoay Vòng 2: Bay lên nữ thần Vòng 3: Truy tìm gián điệp | Karik thắng Karik nhận huy hiệu vàng Running Man và chính thức trở thành thành viên thứ 9 của chương trình |
| 4        | 5   | 17 tháng 10 năm 2021 . | Cuộc đua Hàn lưu                                                                              | Không khách mời             | Eland Cruise Terminal (Quận Yeongdeungpo-gu, Seoul) (mở đầu) N Seoul Tower (Quận Yongsan-gu, Seoul) Dongdaemun Design Plaza (Quận Jung-gu, Seoul) (vòng 1) Unhyeongung Palace Yanggwan Hall (Quận Jongo-gu, Seoul) Yeouido Hangang Park (Quận Yeongdeungpo-gu, Seoul) (vòng 2) SBS Broadcasting Center (Quận Yangcheon-gu, Seoul) (vòng 3–4) | Đội Vàng (Karik, Ninh Dương Lan Ngọc, Liên Bỉnh Phát, Trường Giang) | Đội Xanh (Ngô Kiến Huy, Jun Phạm, Trương Thế Vinh, Thúy Ngân) | Thu thập đá nâng cấp Mở đầu: Trò chơi chọn đội: Thả bi vào tàu Vòng 1: - Nhiệm vụ 1: Trò chơi siêu năng lực - Nhiệm vụ 2: Bí mật chim bồ câu Vòng 2: - Nhiệm vụ 1: Bắt lấy yêu tinh - Nhiệm vụ 2: Kỵ sĩ bất diệt Vòng 3: Gói gọn trí nhớ Vòng 4: Cuộc đua chung cuộc - Đại chiến ở SBS                                          | Đội Xanh thắng Mỗi thành viên đội Xanh nhận được 1 viên đá nâng cấp | [ 5 ] |
| 4        | 6   | 24 tháng 10 năm 2021   | Cuộc đua Hàn lưu                                                                              | Không khách mời             | Eland Cruise Terminal (Quận Yeongdeungpo-gu, Seoul) (mở đầu) N Seoul Tower (Quận Yongsan-gu, Seoul) Dongdaemun Design Plaza (Quận Jung-gu, Seoul) (vòng 1) Unhyeongung Palace Yanggwan Hall (Quận Jongo-gu, Seoul) Yeouido Hangang Park (Quận Yeongdeungpo-gu, Seoul) (vòng 2) SBS Broadcasting Center (Quận Yangcheon-gu, Seoul) (vòng 3–4) | Đội Vàng (Karik, Ninh Dương Lan Ngọc, Liên Bỉnh Phát, Trường Giang) | Đội Xanh (Ngô Kiến Huy, Jun Phạm, Trương Thế Vinh, Thúy Ngân) | Thu thập đá nâng cấp Mở đầu: Trò chơi chọn đội: Thả bi vào tàu Vòng 1: - Nhiệm vụ 1: Trò chơi siêu năng lực - Nhiệm vụ 2: Bí mật chim bồ câu Vòng 2: - Nhiệm vụ 1: Bắt lấy yêu tinh - Nhiệm vụ 2: Kỵ sĩ bất diệt Vòng 3: Gói gọn trí nhớ Vòng 4: Cuộc đua chung cuộc - Đại chiến ở SBS                                          | Đội Xanh thắng Mỗi thành viên đội Xanh nhận được 1 viên đá nâng cấp | [ 6 ] |
| 5        | 6   | 24 tháng 10 năm 2021   | Cuộc đua nâng cấp sức mạnh siêu cấp - Trận bóng Running                                       | Không khách mời             | Masian Beach (Quận Jung-gu, Incheon) (Vòng 1) Wolmi Traditional Park (Quận Jung-gu, Incheon) (Vòng 2–3) | Đội Lan Ngọc (Ninh Dương Lan Ngọc, Trường Giang, Jun Phạm, Karik) | Đội Lan Ngọc (Ninh Dương Lan Ngọc, Trường Giang, Jun Phạm, Karik) | Thu thập đá nâng cấp Vòng 1: Trận chiến bãi bùn - Nhiệm vụ 1: Đấu vật trên bãi bùn - Nhiệm vụ 2: Mặc đồ trên bãi bùn - Nhiệm vụ 3: Kéo co trên bãi bùn Vòng 2: Đu xà tìm đồ Vòng 3: Cuộc đua chuông vang siêu cấp | Liên Bỉnh Phát, Jun Phạm và Lan Ngọc thắng Qua vòng quay bóng Running, Liên Bỉnh Phát, Jun Phạm và Lan Ngọc lần lượt nhận được 1, 3 và 5 viên đá nâng cấp                                                   | [ 6 ] |
| 5        | 7   | 31 tháng 10 năm 2021   | Cuộc đua nâng cấp sức mạnh siêu cấp - Trận bóng Running                                       | Không khách mời             | Masian Beach (Quận Jung-gu, Incheon) (Vòng 1) Wolmi Traditional Park (Quận Jung-gu, Incheon) (Vòng 2–3) | Đội Thúy Ngân (Thúy Ngân, Liên Bỉnh Phát, Trương Thế Vinh, Ngô Kiến Huy) | Đội Thúy Ngân (Thúy Ngân, Liên Bỉnh Phát, Trương Thế Vinh, Ngô Kiến Huy) | Thu thập đá nâng cấp Vòng 1: Trận chiến bãi bùn - Nhiệm vụ 1: Đấu vật trên bãi bùn - Nhiệm vụ 2: Mặc đồ trên bãi bùn - Nhiệm vụ 3: Kéo co trên bãi bùn Vòng 2: Đu xà tìm đồ Vòng 3: Cuộc đua chuông vang siêu cấp | Liên Bỉnh Phát, Jun Phạm và Lan Ngọc thắng Qua vòng quay bóng Running, Liên Bỉnh Phát, Jun Phạm và Lan Ngọc lần lượt nhận được 1, 3 và 5 viên đá nâng cấp                                                   | [ 7 ] |
| 6        | 8   | 7 tháng 11 năm 2021    | Cuộc đua nhân đôi sức mạnh - Được ăn cả ngã về không                                          | Không khách mời             | Novotel Ambassador Seoul Dongdaemun Hotels & Residences (Quận Jung-gu, Seoul) (Vòng 1) Wave Park (Thành phố Siheung, Gyeonggi) (Vòng 2–5) | Đội Xanh Dương (Ngô Kiến Huy, Trường Giang) Đội Cam (Karik, Trương Thế Vinh) Đội Xanh Lá (Liên Bỉnh Phát, Thúy Ngân) Đội Tím (Jun Phạm, Lan Ngọc) | Đội Xanh Dương (Ngô Kiến Huy, Trường Giang) Đội Cam (Karik, Trương Thế Vinh) Đội Xanh Lá (Liên Bỉnh Phát, Thúy Ngân) Đội Tím (Jun Phạm, Lan Ngọc) | Thu thập đá nâng cấp Vòng 1: Nhiệm vụ buổi sáng - Đường băng rin rít Vòng 2: Câu đố vòi rồng Vòng 3: Vui cùng bóng thể dục Vòng 4: Đường trượt hứng khởi Vòng 5: Xé bảng tên - Cuộc đua nhân đôi | Đội Xanh Dương thắng Tại vòng xé bảng tên, người xé được bảng tên sẽ nhận 1 viên đá nâng cấp mỗi lần, đội sống sót cuối cùng sẽ được nhân 2 số đá nâng cấp mà họ đã thu thập                                | [ 8 ] |
| 6        | 9   | 14 tháng 11 năm 2021   | Cuộc đua nhân đôi sức mạnh - Được ăn cả ngã về không                                          | Không khách mời             | Novotel Ambassador Seoul Dongdaemun Hotels & Residences (Quận Jung-gu, Seoul) (Vòng 1) Wave Park (Thành phố Siheung, Gyeonggi) (Vòng 2–5) | Đội Xanh Dương (Ngô Kiến Huy, Trường Giang) Đội Cam (Karik, Trương Thế Vinh) Đội Xanh Lá (Liên Bỉnh Phát, Thúy Ngân) Đội Tím (Jun Phạm, Lan Ngọc) | Đội Xanh Dương (Ngô Kiến Huy, Trường Giang) Đội Cam (Karik, Trương Thế Vinh) Đội Xanh Lá (Liên Bỉnh Phát, Thúy Ngân) Đội Tím (Jun Phạm, Lan Ngọc) | Thu thập đá nâng cấp Vòng 1: Nhiệm vụ buổi sáng - Đường băng rin rít Vòng 2: Câu đố vòi rồng Vòng 3: Vui cùng bóng thể dục Vòng 4: Đường trượt hứng khởi Vòng 5: Xé bảng tên - Cuộc đua nhân đôi | Đội Xanh Dương thắng Tại vòng xé bảng tên, người xé được bảng tên sẽ nhận 1 viên đá nâng cấp mỗi lần, đội sống sót cuối cùng sẽ được nhân 2 số đá nâng cấp mà họ đã thu thập                                | [ 9 ] |
| 7        | 9   | 14 tháng 11 năm 2021   | Cuộc đua cuối cùng - Nâng cấp sức mạnh độc chiến                                              | Kim Jong-kook               | Wave Park (Thành phố Siheung, Gyeonggi) (Nhiệm vụ phụ) Tony Moly (Quận Seocho-gu, Seoul) (Vòng 1) SBS Tanhyeon-dong Production Center (Thành phố Goyang, Gyeonggi) (Vòng 2–3) | Không chia đội . | Không chia đội . | Tiêu diệt người năng lực vượt bậc & Trở thành người sống sót cuối cùng Nhiệm vụ phụ: - Bảo vệ đá nâng cấp - Ăn sáng khu cắm trại Vòng 1: Tìm đồ vật ẩn giấu Vòng 2: Olympics mini Vòng 3: Cuộc đua chung cuộc - Xé bảng tên phân định cấp bậc                                                                                   | Jun Phạm thắng Jun Phạm trở thành người chiến thắng chung cuộc của đợt huấn luyện siêu cấp và được mệnh danh là "Running Man mạnh mẽ nhất"                                                                  | [ 9 ] |
| 7        | 10  | 21 tháng 11 năm 2021   | Cuộc đua cuối cùng - Nâng cấp sức mạnh độc chiến                                              | Kim Jong-kook               | Wave Park (Thành phố Siheung, Gyeonggi) (Nhiệm vụ phụ) Tony Moly (Quận Seocho-gu, Seoul) (Vòng 1) SBS Tanhyeon-dong Production Center (Thành phố Goyang, Gyeonggi) (Vòng 2–3) | Vòng 2: Đội Xanh (Thúy Ngân, Trường Giang, Liên Bỉnh Phát, Jun Phạm) Đội Đỏ (Lan Ngọc, Ngô Kiến Huy, Karik Trương Thế Vinh) | Vòng 3: Người năng lực vượt bậc (Kim Jong-kook) Đội Nhiệm vụ (Lan Ngọc, Liên Bỉnh Phát, Jun Phạm, Thúy Ngân, Trương Thế Vinh, Ngô Kiến Huy, Trường Giang, Karik) | Tiêu diệt người năng lực vượt bậc & Trở thành người sống sót cuối cùng Nhiệm vụ phụ: - Bảo vệ đá nâng cấp - Ăn sáng khu cắm trại Vòng 1: Tìm đồ vật ẩn giấu Vòng 2: Olympics mini Vòng 3: Cuộc đua chung cuộc - Xé bảng tên phân định cấp bậc                                                                                   | Jun Phạm thắng Jun Phạm trở thành người chiến thắng chung cuộc của đợt huấn luyện siêu cấp và được mệnh danh là "Running Man mạnh mẽ nhất"                                                                  | [ 10 ] |
| Đặc biệt | 11  | 28 tháng 11 năm 2021   | Đêm tâm sự - Chặng đường nhìn lại của các thành viên Running Man Việt Nam - Chơi là chạy 2021 | Không khách mời             | Sun Premier Village Primavera (Thành phố Phú Quốc, Kiên Giang) | Không có | Không có | Không có | Không có | [ 11 ] |
| 8        | 12  | 5 tháng 12 năm 2021    | Cuộc đua du hành thời gian                                                                    | Isaac Lăng LD               | Sun Premier Village Primavera (Thành phố Phú Quốc, Kiên Giang) | Đội Xanh Dương (Jun Phạm, Trường Giang, Trương Thế Vinh) Đội Vàng (Ngô Kiến Huy, Thúy Ngân, Lăng LD) Đội Trắng (Liên Bỉnh Phát, Lan Ngọc, Issac) | Đội Xanh Dương (Jun Phạm, Trường Giang, Trương Thế Vinh) Đội Vàng (Ngô Kiến Huy, Thúy Ngân, Lăng LD) Đội Trắng (Liên Bỉnh Phát, Lan Ngọc, Issac) | Trở lại về tuổi xuân của mình Vòng chọn đội: Đồng hồ cúc cu Vòng 1: Đồng hồ cát Vòng 2: Truy tìm báu vật Vòng 3: Cuộc đua chung cuộc - Tìm lại tuổi trẻ | Đội Vàng thắng Đội Vàng nhận được chuông thanh xuân | [ 12 ] |
| 8        | 13  | 12 tháng 12 năm 2021   | Cuộc đua du hành thời gian                                                                    | Isaac Lăng LD               | Sun Premier Village Primavera (Thành phố Phú Quốc, Kiên Giang) | Đội Xanh Dương (Jun Phạm, Trường Giang, Trương Thế Vinh) Đội Vàng (Ngô Kiến Huy, Thúy Ngân, Lăng LD) Đội Trắng (Liên Bỉnh Phát, Lan Ngọc, Issac) | Đội Xanh Dương (Jun Phạm, Trường Giang, Trương Thế Vinh) Đội Vàng (Ngô Kiến Huy, Thúy Ngân, Lăng LD) Đội Trắng (Liên Bỉnh Phát, Lan Ngọc, Issac) | Trở lại về tuổi xuân của mình Vòng chọn đội: Đồng hồ cúc cu Vòng 1: Đồng hồ cát Vòng 2: Truy tìm báu vật Vòng 3: Cuộc đua chung cuộc - Tìm lại tuổi trẻ | Đội Vàng thắng Đội Vàng nhận được chuông thanh xuân | [ 13 ] |
| 9        | 13  | 12 tháng 12 năm 2021   | Cuộc đua cặp đôi - Chinh phục con tim                                                         | Hòa Minzy Orange Diễm My 9x | Sun Premier Village Primavera (Thành phố Phú Quốc, Kiên Giang) | Đội Vàng (Thúy Ngân, Jun Phạm) Đội Cam (Orange, Trương Thế Vinh) Đội Xanh (Lan Ngọc, Trường Giang) Đội Đen (Diễm My, Liên Bỉnh Phát) Đội Trắng (Hòa Minzy, Ngô Kiến Huy) | Đội Vàng (Thúy Ngân, Jun Phạm) Đội Cam (Orange, Trương Thế Vinh) Đội Xanh (Lan Ngọc, Trường Giang) Đội Đen (Diễm My, Liên Bỉnh Phát) Đội Trắng (Hòa Minzy, Ngô Kiến Huy) | Thu thập đủ 2 thẻ trái tim và tránh 2 thẻ X để tránh nhận hình phạt Trò chơi chọn đội: Cặp vé se duyên Vòng 1: Giành lấy tình yêu Vòng 2: Áo đôi kỷ niệm Vòng 3: Cáp treo tình yêu Vòng 4: Nhà hàng định mệnh Vòng 5: Hoán đổi thẻ X - Kích hoạt tình yêu                                                                       | Đội Xanh, Đội Trắng thắng Đội Xanh trở thành cặp đôi về nhất chung cuộc, mỗi người nhận được 1 chiếc điện thoại Vivo V23e, đội Vàng về chót và phải chịu hình phạt lướt sóng                                | [ 13 ] |
| 9        | 14  | 19 tháng 12 năm 2021   | Cuộc đua cặp đôi - Chinh phục con tim                                                         | Hòa Minzy Orange Diễm My 9x | Sun Premier Village Primavera (Thành phố Phú Quốc, Kiên Giang) | Đội Vàng (Thúy Ngân, Jun Phạm) Đội Cam (Orange, Trương Thế Vinh) Đội Xanh (Lan Ngọc, Trường Giang) Đội Đen (Diễm My, Liên Bỉnh Phát) Đội Trắng (Hòa Minzy, Ngô Kiến Huy) | Đội Vàng (Thúy Ngân, Jun Phạm) Đội Cam (Orange, Trương Thế Vinh) Đội Xanh (Lan Ngọc, Trường Giang) Đội Đen (Diễm My, Liên Bỉnh Phát) Đội Trắng (Hòa Minzy, Ngô Kiến Huy) | Thu thập đủ 2 thẻ trái tim và tránh 2 thẻ X để tránh nhận hình phạt Trò chơi chọn đội: Cặp vé se duyên Vòng 1: Giành lấy tình yêu Vòng 2: Áo đôi kỷ niệm Vòng 3: Cáp treo tình yêu Vòng 4: Nhà hàng định mệnh Vòng 5: Hoán đổi thẻ X - Kích hoạt tình yêu                                                                       | Đội Xanh, Đội Trắng thắng Đội Xanh trở thành cặp đôi về nhất chung cuộc, mỗi người nhận được 1 chiếc điện thoại Vivo V23e, đội Vàng về chót và phải chịu hình phạt lướt sóng                                | [ 14 ] |
| 10       | 15  | 26 tháng 12 năm 2021   | Cuộc đua cuối cùng - Đại chiến 100 bảng tên                                                   | Không khách mời             | Sun Premier Village Primavera (Thành phố Phú Quốc, Kiên Giang) | Vòng 2, 3: Đội Thúy Ngân (Thúy Ngân, Liên Bỉnh Phát, Jun Phạm, Ngô Kiến Huy) Đội Lan Ngọc (Lan Ngọc, Trường Giang, Karik, Trương Thế Vinh) Vòng 4, 5: Đội Thúy Ngân (Thúy Ngân, Trương Thế Vinh, Karik, Ngô Kiến Huy) Đội Lan Ngọc (Lan Ngọc, Trường Giang, Jun Phạm, Liên Bỉnh Phát) | Vòng 2, 3: Đội Thúy Ngân (Thúy Ngân, Liên Bỉnh Phát, Jun Phạm, Ngô Kiến Huy) Đội Lan Ngọc (Lan Ngọc, Trường Giang, Karik, Trương Thế Vinh) Vòng 4, 5: Đội Thúy Ngân (Thúy Ngân, Trương Thế Vinh, Karik, Ngô Kiến Huy) Đội Lan Ngọc (Lan Ngọc, Trường Giang, Jun Phạm, Liên Bỉnh Phát) | Trở thành người cuối cùng nắm giữ bảng tên để giành chiến thắng Vòng 1: Búp bê tập đi cùng Karik Vòng 2: Chiến thần giao hàng Vòng 3: Xé bảng tên gia tăng quân số lần 1 Vòng 4: Móc áo năng động Vòng 5: Xé bảng tên gia tăng quân số lần 2 Vòng 6: Bữa trưa thách thức Vòng 7: Chiếc hộp bí ẩn Vòng 8: Xé bảng tên chung cuộc | Ngô Kiến Huy thắng Ngô Kiến Huy được mệnh danh là người mạnh nhất "Running Man Vietnam - Chơi Là Chạy" và nhận được cúp vàng từ chương trình                                                                | [ 15 ] |
| 10       | 16  | 2 tháng 1 năm 2022     | Cuộc đua cuối cùng - Đại chiến 100 bảng tên                                                   | Không khách mời             | Sun Premier Village Primavera (Thành phố Phú Quốc, Kiên Giang) | Không chia đội | Không chia đội | Trở thành người cuối cùng nắm giữ bảng tên để giành chiến thắng Vòng 1: Búp bê tập đi cùng Karik Vòng 2: Chiến thần giao hàng Vòng 3: Xé bảng tên gia tăng quân số lần 1 Vòng 4: Móc áo năng động Vòng 5: Xé bảng tên gia tăng quân số lần 2 Vòng 6: Bữa trưa thách thức Vòng 7: Chiếc hộp bí ẩn Vòng 8: Xé bảng tên chung cuộc | Ngô Kiến Huy thắng Ngô Kiến Huy được mệnh danh là người mạnh nhất "Running Man Vietnam - Chơi Là Chạy" và nhận được cúp vàng từ chương trình                                                                | [ 16 ] |